# دین (آیووا)
دین (به انگلیسی: Dean) یک منطقهٔ مسکونی در ایالات متحده آمریکا است که در آیووا واقع شده‌است. دین ۲۵۲٫۹۹ متر بالاتر از سطح دریا قرار دارد.